# Kluky (Mladá Boleslav)
Kluky é uma comuna checa localizada na região da Boêmia Central, distrito de Mladá Boleslav.